# Ласт-драгер
«Ласт-драгер» (от гол. Перевозчик тяжестей) — шмак Балтийского флота Русского царства, один из трёх шмаков типа «Корен-Шхерн», участник Северной войны.

## Описание судна
Парусный шмак с деревянным корпусом, один из трёх судов типа «Корен-Шхерн», строившихся для нужд Балтийского флота на Олонецкой верфи в 1703 и 1704 годах. Длина корабля составляла 22,6 метра, ширина — 8,5 метра, а осадка 2,4 метра. Экипаж судна состоял из 15 человек.
Шмак получил шутливое голландское название «Ласт-драгер», которое на русский язык переводилось как «Перевозчик тяжестей».

## История службы

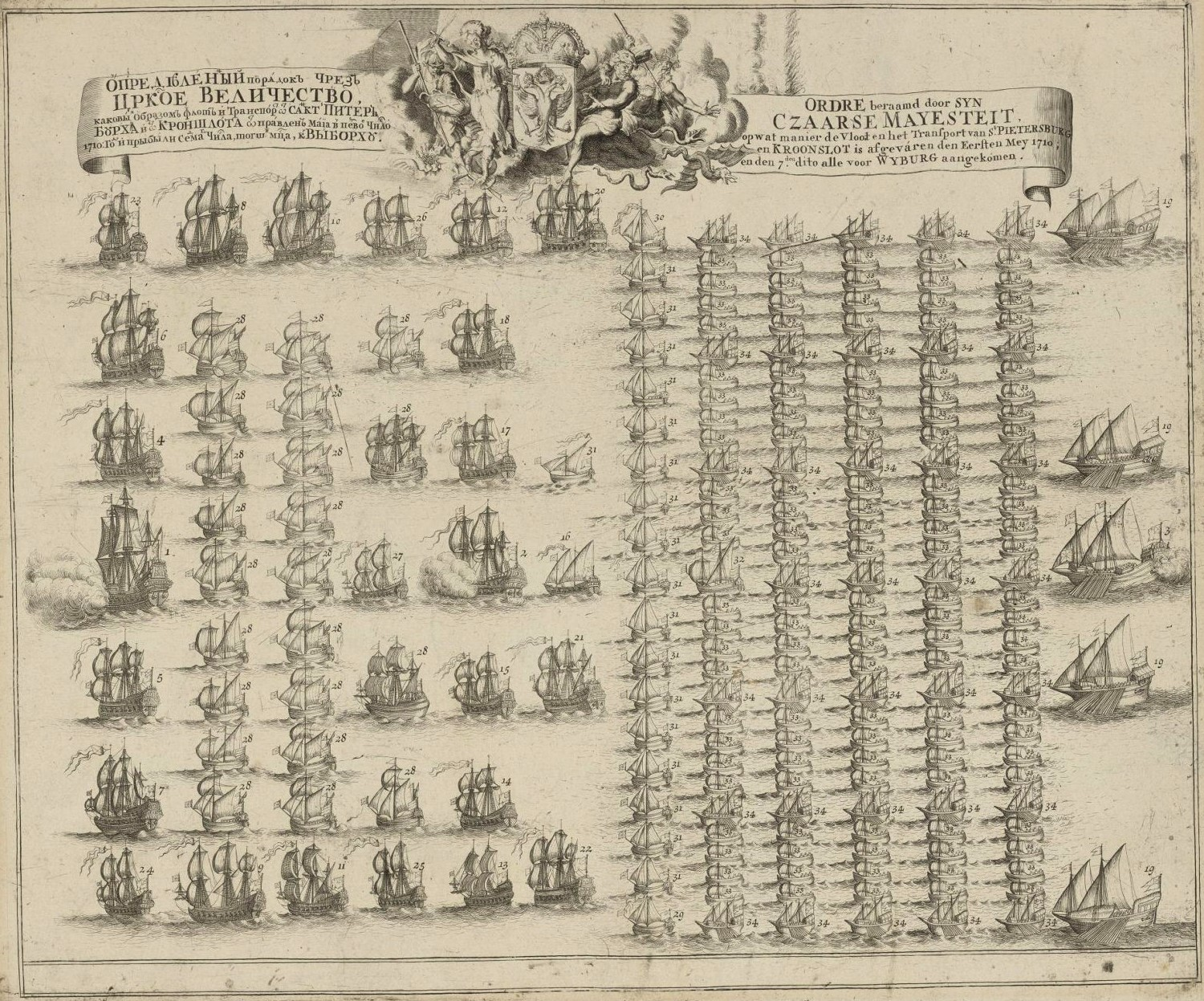
Порядок построения Балтийского флота во время похода к Выборгу

Шмак «Ласт-драгер» был заложен на стапеле Олонецкой верфи и после спуска на воду в 1704 году вошёл в состав Балтийского флота России. Строительство шмака вёл голландский кораблестроитель Сите Мелес.
Принимал участие в Северной войне 1700—1721 годов. Использовался для доставки провианта и материалов в приморские крепости и на суда Балтийского флота. В мае 1710 года принимал участие в ледовом походе Балтийского флота к Выборгу.
В кампанию 1716 года с июля по октябрь совершал плавания в Копенгаген с провиантом для экипажей кораблей Балтийского флота. Капитан-командор П. И. Сиверс 28 октября (8 ноября) 1716 года в письме графу Ф. М. Апраксину сообщал, о том что 22 октября (2 ноября) 1716 года все корабли, кроме буера «Люстих», шмака «Ласт-драгер» и одного шкута, вернулись из плаваний и находятся в Ревеле, а позднее — 31 октября (11 ноября), о том, шмак вернулся к Котлину.
Сведений о выводе шмака из состава флота не сохранилось, последнее упоминание в 1716 году.

## Командиры шмака
Командирами шмака «Ласт-драгер» в составе Российского флота в разное время служили:
- Т. Бок (1707 год);
- Зудерберг (1710 год);
- К. Курсен или Куртенсен (1714 год).